# Susina Amat i Juvé
Ursicina Amat i Juvé, més coneguda com a Susina Amat (Barcelona, 25 d'octubre de 1912 - Barcelona, 1983) va ser una pintora i pedagoga catalana.
Col·laboradora de la pedagoga Rosa Sensat, destacà en la pedagogia aplicada al món artístic. Ha estat professora en diverses institucions, particularment a l'Escola Massana de Barcelona. Va fer la seva primera exposició individual el 1967. La crítica en destaca un estil realista tot i que sovint creava peces amb temàtiques simbòliques i al·legòriques.